# Сори
Сори (на италиански Sori) е италиански морски курортен град и община в провинция Генуа, област Лигурия. Население 4261 жители (към 31 декември 2004 г.). Разположен е на Средиземно море в Генуезкият залив между морските курортни градове Нерви и Реко.